# Bakijski Uniwersytet Państwowy
Bakijski Uniwersytet Państwowy – azerski uniwersytet państwowy, utworzony w 1919 w Baku przez parlament Demokratycznej Republiki Azerbejdżanu, jako uczelnia trójwydziałowa.

## Historia
Decyzję o założeniu uniwersytetu w Baku podjął parlament Demokratycznej Republiki Azerbejdżanu, na posiedzeniu w dniu 1 września 1919. Pierwszym rektorem uczelni został chirurg Wasilij Razumowski, pracujący wcześniej na uniwersytecie w Kazaniu. W 1930 uniwersytet został przekształcony w Wyższą Szkołę Pedagogiczną. W 1934 uczelnia ponownie zyskała rangę uniwersytetu. W 1945 profesorowie uczelni bakijskiej zakładali Azerską Akademię Nauk. Dziś uczelnia stanowi najważniejszy ośrodek naukowy Azerbejdżanu i jako jedyna spośród uczelni azerskich jest notowana w światowych rankingach. Posiada własną bibliotekę i wydawnictwo. Obecnym rektorem uczelni jest chemik prof. Abel Məhərrəmov.

## Struktura
W chwili powstania uniwersytet składał się z trzech wydziałów:
- Wydział Fizyczno-Matematyczny
- Wydział Historyczno-Filologiczny
- Wydział Prawa i Medycyny

Obecnie uniwersytet składa się z siedemnastu wydziałów:
- Bibliotekoznawstwa i nauk o książce
- Biologiczny
- Chemiczny
- Dziennikarski
- Ekologii i nauk o ziemi
- Filologiczny
- Fizyczny
- Geologiczny
- Geograficzny
- Historyczny
- Matematyki Stosowanej i Cybernetyki
- Mechaniki i Matematyki
- Nauk społecznych i psychologii
- Prawa międzynarodowego i stosunków międzynarodowych
- Prawny
- Studiów Orientalnych
- Teologiczny

## Poczet rektorów uczelni
- 1919-1920: Wasilij Razumowski
- 1920-1923: Siergiej Nikołajewicz Dawidienkow
- 1923-1926: Aleksandr Dimitrijewicz Kuljajew
- 1926-1929: Tağı Şahbazi Simurğ
- 1929: Władimir Jełpatiewski
- 1929-1930: Maqsud Məmmədov
- 1934-1935: Məmmədkazım Ələkbərli
- 1935-1937: Bala bəy Həsənbəyov
- 1937: Əziz Məmmədkərim oğlu Əliyev
- 1937-1941: Cəbrayıl Ələsgərov
- 1941-1944: Şamil Əliyev
- 1944-1950: Abdulla Qarayev
- 1950-1954: Cəfər Hacıyev
- 1954-1958: Yusif Məmmədəliyev
- 1958-1965: Şəfayət Mehdiyev
- 1965-1970: Mehdi Əliyev
- 1970-1987: Faiq Bağırov
- 1987-1989: Yəhya Məmmədov
- 1989-1990: Cəmil Quliyev
- 1990-1992: Mirabbas Qasımov
- 1992-1993: Firudin Səməndərov
- 1993-1996: Murtuz Ələsgərov
- 1997-1998: Misir Mərdanov
- od 1999:   Abel Məhərrəmov

## Współpraca międzynarodowa
Bakijski Uniwersytet Państwowy współpracuje z 46 uniwersytetami zagranicznymi, głównie z obszaru postradzieckiego i z Turcji. Wśród uniwersytetów, z którymi zostały podpisane dwustronne umowy o współpracy jest także Uniwersytet Warszawski.